# Азиатские тигры второй волны

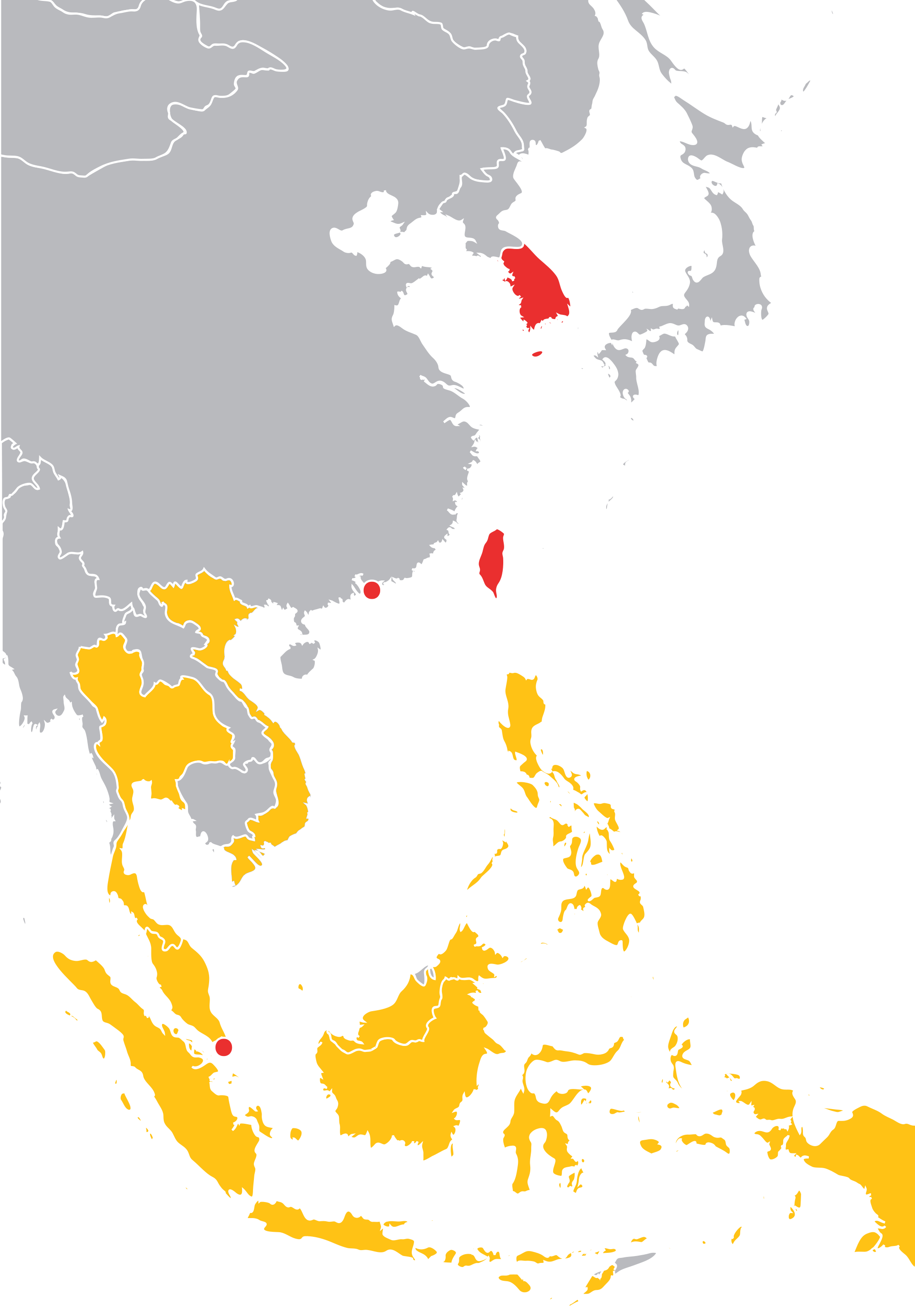
«Тигры второй волны» (жёлтым): Индонезия, Малайзия, Филиппины, Таиланд и Вьетнам. Также показаны четыре азиатских тигра (красным).

Азиатские тигры второй волны обычно включают такие развивающиеся страны, как Индонезия, Малайзия, Филиппины и Таиланд, а также Вьетнам.

## Обзор
Азиатские тигры второй волны до недавнего времени были в основном аграрными. Экономики «азиатских тигрят» (англ. Tiger Cub Economies) названы так потому, что их темпы роста в 1990-х годах были такими же высокими, как темпы роста «четырёх азиатских тигров» в 1980-х годах; а также потому, что они пытаются следовать той же ориентированной на экспорт модели индустриализации (сочетанию технологий и экономического развития), которая позволила Южной Корее и Тайваню стать богатыми, высокотехнологичными, промышленно развитыми странами, а Гонконгу и Сингапуру стать мировыми финансовыми центрами. Молодых тигров называют «тигрятами», подразумевая, что пять «азиатских тигрят», новых индустриальных стран вырастут «тиграми». Также их иногда называют «новыми азиатскими тиграми».
Индонезия, Вьетнам и Филиппины включены в список «Группа одиннадцати» (Goldman Sachs англ. Next Eleven — термин авторства Джима О’Нила) стран с высоким потенциалом экономики из-за их быстрого роста и большой численности населения.
Режимы, которые способствовали экономическому росту, были в значительной степени авторитарны как у тигров первой, так и второй волны. Азиатский финансовый кризис 1997—1998 годов привёл к тому что Таиланд, Индонезия и Филиппины задолжали Международному валютному фонду большие суммы, и их экономический рост был ограничен; кризис также вызвал приведшие к революции беспорядки в Индонезии 1998 года, которые имели антикитайский характер и повлияли на иностранные инвестиции.
Зарубежные китайские предприниматели сыграли важную роль в развитии частного сектора региона. Создаваемые ими предприятия зачастую являются частью «бамбуковой сети»: сети зарубежных китайских предприятий, работающих на рынках развивающихся стран, таких как Малайзия, Индонезия, Таиланд, Вьетнам и Филиппины, которые имеют общие культурные и зачастую семейные связи. Превращение Китая в крупную экономическую державу в XXI веке привело к увеличению инвестиций в те страны Юго-Восточной Азии, где «бамбуковая сеть» присутствует.
Новые индустриальные страны первой волны называют просто «четыре азиатских тигра» или «азиатские тигры первой волны». В число азиатских тигров второй волны входят новейшие индустриальные страны последующих волн индустриализации: Малайзия и Таиланд, Индонезия, а также Филиппины. Кроме Вьетнама в число новых азиатских тигров также иногда включают[уточнить] входящий в «группу одиннадцати» Бангладеш.

## Данные за 2020 год
Данные по ВВП и ВВП на душу населения соответствуют данным Всемирного банка за июль 2020 года.
| Ранг | Страна    | численность населения в миллионах | Номинальный ВВП миллионы долларов США | Номинальный ВВП на душу населения долларов США | ВВП (ППС) миллионы долларов США | ВВП (ППС) на душу населения долларов США |
| ---- | --------- | --------------------------------- | ------------------------------------- | ---------------------------------------------- | ------------------------------- | ---------------------------------------- |
| -    | АСЕАН     | 654,306                           | 3 173 141                             | 4849                                           | 8 454 651                       | 12 921                                   |
| 1    | Индонезия | 266,998                           | 1 119 191                             | 4 136                                          | 3 329 169                       | 12 302                                   |
| 2    | Таиланд   | 67,913                            | 543 650                               | 7 808                                          | 1 338 781                       | 19 228                                   |
| 3    | Филиппины | 108,307                           | 376 796                               | 3 485                                          | 1 003 038                       | 9 277                                    |
| 4    | Малайзия  | 32,801                            | 364 702                               | 11 415                                         | 943 336                         | 29 526                                   |
| 5    | Вьетнам   | 95,494                            | 261 921                               | 2 715                                          | 807 817                         | 8 374                                    |

## Экономики Юго-Восточной Азии

### Развивающаяся экономика «азиатских тигрят»
- Экономика Индонезии
- Экономика Малайзии
- Экономика Филиппин
- Экономика Таиланда
- Экономика Вьетнама

### Развитые экономики четырёх азиатских тигров
- Экономика Сингапура
- Экономика Гонконга
- Экономика Республики Корея
- Экономика Тайваня